# Anonymität im Internet
Anonymität im Internet ist das Bedürfnis von Nutzern, unerkannt im Internet zu agieren, z. B. zu surfen oder mit anderen Nutzern zu kommunizieren. Diese wird beispielsweise durch die Übertragung der IP-Adresse bei der Kommunikation eingeschränkt. Auch verschiedene Formen der Nutzerverfolgung erschweren eine anonyme Nutzung. Zusätzlich hinterlässt ein sorgloses Verhalten durch Nutzer Spuren im Netz. Eine weitestgehende Anonymität gegenüber den meisten Betreibern von Diensten im Internet ist nur mit speziellen Kenntnissen, erheblichem Aufwand und einer besonderen Sorgfalt zu erreichen. 
In Deutschland sind Diensteanbieter von Telemedien gemäß § 19 Abs. 2 TTDSG (bis 1. Dezember 2021: § 13 Abs. 6 TMG) nur in Ausnahmefällen verpflichtet, die Nutzung ihrer Dienste nur bei Preisgabe der persönlichen Identität zuzulassen. Die Nutzung ist auch anonym oder unter einem Pseudonym zu ermöglichen, soweit dies technisch möglich und zumutbar ist: Ein Klarnamenszwang ist nur ausnahmsweise legal.
Die Verwendung von Nicknames erlaubt eine Pseudonymität im Internet.

## Identifikation durch die IP-Adresse
Die IP-Adresse ermöglicht die unterste Ebene der Identifizierung. Sie identifiziert jeden Teilnehmer im Internet, meistens einzelne Rechner. Die Identifizierung erfolgt über den IANA-Eintrag zum Internetzugangsanbieter und über diesen kann der Internetanschlussbesitzer mit der gesuchten IP-Adresse ermittelt werden. Der Zugangsanbieter kann gerichtlich gezwungen werden, eine IP-Adresse in seinem Adressbereich einem Teilnehmer zuzuordnen. Über diesen kann der Sender der über das Internet übertragenen Informationen gefunden werden, sofern nicht besondere Gegenmaßnahmen stattgefunden haben.

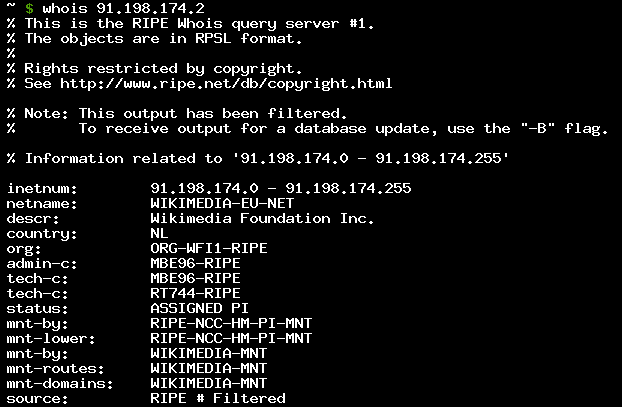
Whois-Abfrage der IP-Adresse eines Wikimedia-Servers

Jede IP-Adresse ist auf einen Besitzer registriert, welcher auch jederzeit über den Whois-Dienst erfragt werden kann. Die meisten IP-Nummern sind Internetdienstanbietern (englisch internet service provider, ISP) zugeordnet, seltener festen IP-Nummern-Besitzern. Um einzelne Adressen einem Anschlussinhaber zuzuordnen, ist der Anbieter zu befragen. Da die Anbieter ihre Adressbereiche nach Regionen verteilt vergeben, ist die ungefähre Ortsangabe des Anschlussinhabers anhand der IP-Adresse und der entsprechenden Zuordnungstabellen möglich. Dies gilt aber nicht gleichermaßen für Mobilfunknetze. Durch die bei privaten Internetanschlüssen dynamische Vergabe von IP-Adressen, welche den Anschlüssen regelmäßig eine neue IP-Adresse zuordnet, wird als Nebeneffekt die Privatsphäre der Anschlussinhaber gestärkt, da andere Internetteilnehmer IP-Adressen nicht mehr zuverlässig denselben Teilnehmern zuordnen können. Ein weiteres Verfahren ist die Netzwerkadressübersetzung, die mehrere Netzwerkgeräte und somit mehrere Anwender auf eine gemeinsame IP-Adresse abbildet. Einige Internetdienstanbieter setzen dieses Verfahren unter dem Begriff Carrier-grade NAT ein.
In Deutschland wurde eine Aufzeichnung der Zuordnung zwischen IP-Adresse und Anschlussinhaber erst mit dem „Gesetz zur Neuregelung der Telekommunikationsüberwachung und anderer verdeckter Ermittlungsmaßnahmen sowie zur Umsetzung der Richtlinie 2006/24/EG“ vorgeschrieben, wobei die neuen Identifizierungsregeln im Telekommunikationsgesetz ein Beiwerk und keine Umsetzung der EU-Richtlinie darstellen. In Deutschland war es vor der deutschen Umsetzung der Vorratsdatenspeicherung eine Entscheidung des Internetzugangsanbieters die Zuordnung zu speichern oder nicht. Die Speicherung wurde von der Deutschen Telekom praktiziert, allerdings meist nicht von kleineren Anbietern. In einem Einzelfall bei einem DSL-Pauschaltarif zwischen Holger Voss und T-Online wurde dem Internetzugangsanbieter vom Bundesgerichtshof sogar die Speicherung der Zuordnung verboten, weil bei einem Pauschaltarif eine Speicherung der Verbindungsdaten für betriebliche Zwecke nicht nötig sei.
Das Bundesverfassungsgericht hat am 2. März 2010 einige Rahmenbedingungen dazu festgelegt. So ist die Zuordnungsabfrage nur bei „begrenzenden Straftaten- oder Rechtsgüterkatalogen“, „für die Verfolgung von Straftaten, für die Gefahrenabwehr und die Aufgabenwahrnehmung der Nachrichtendienste auf der Grundlage der allgemeinen fachrechtlichen Eingriffsermächtigungen“ zulässig. Die Abfrage darf auch nur aufgrund eines „Anfangsverdachts oder einer konkreten Gefahr auf einzelfallbezogener Tatsachenbasis“ erfolgen. Ein Richtervorbehalt ist nicht nötig, aber der Betroffene muss benachrichtigt werden. Falls die Abfrage aufgrund einer Ordnungswidrigkeit erfolgt, muss diese besonders gewichtig sein und explizit vom Gesetzgeber im Gesetz aufgezählt werden.
Den zuständigen Behörden ist es in Deutschland erlaubt, die in § 111 TKG genannten Daten (zum Beispiel die Anschrift) von einer Anschlusskennung wie die IP-Adresse für die in § 113 TKG bestimmten Aufgaben (beispielsweise der Verfolgung von Straftaten oder Ordnungswidrigkeiten) zu erfragen. Dies schränkt die Anonymität gegenüber dem Staat ein, nicht aber gegenüber anderen Internet-Teilnehmern.
Das Verfassungsgericht hat allerdings gerügt, dass die Bestimmungen im TKG eine Identifizierung von IP-Adressen nicht ausreichend legitimieren. Das Zitiergebot sei nicht beachtet worden, da die „Zuordnung von dynamischen IP-Adressen“ einen Eingriff in Art. 10 Abs. 1 GG darstelle. Ebenfalls solle klar geregelt werden, ob eine Identifizierung von „Adressen, die ein eigenes Gewicht hat,“ möglich sein soll. Für eine Übergangszeit bis spätestens zum 30. Juni 2013 sollen dynamische IP-Adressen aber weiterhin identifizierbar sein. Bis dahin ist der Gesetzgeber aufgerufen die Identifizierbarkeit von IP-Adressen neu zu regeln.
Um nun die Zielperson zu ermitteln, wird der Anschlussinhaber meist nicht in einem Gerichtsverfahren befragt. Stattdessen wird in einem Durchsuchungs- und Beschlagnahmebeschluss die Mitnahme sämtlicher internetfähiger Geräte angeordnet. Dabei werden vor allem Browsercache, die Cookies, die aufgerufenen Webseiten, eingegebene Suchbegriffe und Formulardaten, aber auch sonstige Daten des Dateisystems, auch schon vermeintlich gelöschte Daten ausgewertet. Zielpersonen, die ihre Festplatte verschlüsselt haben, haben hierbei einen Vorteil, da die Herausgabe eines Passwortes nicht erzwungen werden darf.
Beispiele, bei denen Zielperson und Anschlussinhaber nicht identisch sind, sind Internet-Cafés, Wohngemeinschaften und Familien, aber auch Onion-Router und offene Proxys. Betreiber von deutschen Anonymisierungsdiensten (z. B. Proxys) haben seit Einführung der Vorratsdatenspeicherung (wie auch die Internetzugangsanbieter) zu ihren anonymisierten Anschlusskennungen die bereits genannten Daten zu speichern und den genannten Behörden Auskunft über diese Daten zu erteilen. Damit sind sie den Internetzugangsanbietern gleichgestellt. Bei Wohngemeinschaften und Familien hingegen, welche keine Vorratsdatenspeicherung betreiben müssen, kann die Zielperson nicht immer ermittelt werden.
Die Zuordnung von IP-Adresse zum Internetanschlussinhaber wird auch durch die Internationalität erschwert. Innerhalb der EU ist diese zwar durch Kooperationen möglich, allerdings nicht in allen anderen Ländern. Die Authentizität eines IP-Paketes einer bestimmten IP-Adresse ist derzeit auch nicht sehr sicher. Die Rechtsprechung geht meist davon aus, dass die Betreiber eines Internetteilnetzes Daten nicht manipulieren und richtig routen. Kryptologische Sicherheit mittels beispielsweise IPsec ist nur selten gegeben. Außerdem können auf höheren Protokollebenen andere Personen identifizierbar sein. Beispielsweise kann ein gemeinsames Blog die Autoren der einzelnen Artikel angeben.

## Maßnahmen zum Schutz der Identität

### Anonymizer
Anonymizer werden benutzt, um über eine andere IP-Adresse beim Surfen die Identität zu verbergen. Die häufigste und einfachste Variante sind anonymisierende Proxyserver oder Virtual Private Networks (VPNs).
Betreiber von Proxys können aber Log-Files erstellen, die Protokolle von IP-Adresse, Zeitpunkt und übertragenen Daten darstellen und diese auf Aufforderung an zuständige Stellen herausgeben. Dazu wären sie im Rahmen der Vorratsdatenspeicherung in vielen Ländern verpflichtet. In Deutschland gelten die Vorschriften zur Vorratsdatenspeicherung seit dem Urteil des Bundesverfassungsgerichts am 2. März 2010 als verfassungswidrig und nichtig.
Um trotz solcher Aufzeichnungen Anonymität herstellen zu können, bauen bestimmte Dienstprogramme Ketten von Proxys auf, zwischen denen der Verkehr verschlüsselt wird. Es wird dabei gehofft, dass mindestens einer dieser Proxys keine Aufzeichnungen macht. Diese Variante verlangsamt die Verbindungen, macht jedoch die Rekonstruktion des ursprünglichen Senders praktisch unmöglich.
Werden mehrere Proxys hintereinandergeschaltet, die die Pakete der ankommenden Datenströme vermischen, so entsteht ein Mix-Netzwerk, wie beispielsweise JonDo.
Eine andere Technik ist das Onion-Routing. Ein Beispiel dafür ist Tor, ein vom Freehaven-Projekt entwickeltes anonymisierendes Overlay-Netzwerk für TCP. Auf TCP basierende Verbindungen, wie Web-Browsing, Instant Messaging, IRC, SSH, E-Mail, P2P, können anonymisiert werden. I2P verwendet das ähnlich funktionierende garlic routing. Von „out proxies“ abgesehen, verlässt der Datenverkehr nie das I2P-Netzwerk. Deshalb sind dort alle Nachrichten Ende-zu-Ende-verschlüsselt. Damit sind netzwerkintern anonymes Ansurfen von anonym gehosteten Websites, anonymer IRC, anonymes Instant Messaging, anonymes Filesharing und anonyme E-Mails möglich. Es werden netzwerkintern alle auf TCP oder UDP basierenden Verbindungen unterstützt.
Vom Unabhängigen Landeszentrum für Datenschutz Schleswig-Holstein (ULD) werden weitere, zum Teil sogar internationale Projekte vorangetrieben, die Sicherheit und Datenschutz im Internet ermöglichen. P3P kann beispielsweise beim Surfen im Netz helfen, mit Hilfe von Datenschutztechnik zu erkennen, welche personenbezogenen Daten beim Besuch einer Webseite verarbeitet werden. Darüber hinaus wird auch Forschung zu Anonymität und Pseudonymität betrieben.

### E-Mail
Zum Versenden anonymer E-Mails und anonymer Beiträge für Usenet-Foren werden sogenannte Remailer verwendet, die ähnlich einem Anonymizer funktionieren. Diese Server reagieren auf E-Mail ähnlich wie ein HTTP-Proxy auf die Anforderung von Web-Inhalten: Die Nachricht wird vom Remailer weiterversendet, so dass er selbst als Absender agiert. Die momentan im Internet anzutreffenden Server verwenden entweder das Cypherpunk- oder das Mixmaster-Protokoll. Während ersteres einen reinen Weiterleitungsdienst definiert, der durch Verschlüsselungssysteme zusätzlich abgesichert werden muss, nehmen Mixmaster nur verschlüsselte E-Mails in einem ganz bestimmten Format an. Eine Mischform der beiden Remailer-Typen stellen Hybrid-Remailer dar. Aber auch I2P bietet die Möglichkeit des Versendens anonymer E-Mails mit Mail-Programmen oder per Browser.

### Anonymes Filesharing
Anonyme Filesharingprogramme bieten die Möglichkeit, über das Internet anonym Daten zu tauschen. Die Anonymität wird in den meisten anonymen Peer-to-Peer-Netzwerken dadurch erreicht, dass die auszutauschenden Daten verschlüsselt werden und die „tauschenden“ Clients keine direkte IP-Verbindung zueinander unterhalten. Stattdessen leiten sie die Daten anhand von IDs über Proxys, zum Beispiel über andere Clients, an den Empfänger weiter. Anonyme Filesharing-Programme sind beispielsweise I2P (mit i2psnark, iMule, I2Phex), Freenet oder GNUnet.

### Nutzung vonFriend-to-friend-Netzwerken
In Friend-to-friend-Netzwerken (F2F) werden Verbindungen ausschließlich zu geprüften und vertrauten Freunden unterhalten. Dieses trägt enorm zur Anonymität im Internet bei. Die Besonderheit von F2F gegenüber Darknets ist, dass Freunde die IP-Adressen der Freundesfreunde nicht kennen. Nur die vertrauten Freunde selbst kennen untereinander ihre IP-Adressen. Somit wird es möglich, eine Datei von Alice über Bob an Carol weiterzuleiten, dabei kennen Alice und Carol die IP-Adresse des jeweils anderen nicht. Zu den bekanntesten Friend-to-friend-Netzwerken zählen RetroShare und GNUnet.
Friend-to-friend-Netzwerke stellen neben der Verwendung von Offshore-Anonymisierungsservern die beste Möglichkeit dar, Anonymität und freie Kommunikation trotz vielfältiger Internetüberwachungsinstrumente herzustellen. Voraussetzung dafür ist allerdings, dass eine Übertragung von verschlüsselten Informationen möglich ist. Es wurden bisher noch keine Friend-to-friend-Netzwerke entwickelt, die in totalitären Staaten, die jegliche Verschlüsselung verbieten, dieses Verbot durch Steganographie umgehen. Allerdings ist beispielsweise für den Tor-Einsatz in China geplant, dass über HTTP übertragene HTML-Seiten als Tunnel für die Tordaten dienen können. Eine weitere sehr aufwendige und umfassende Möglichkeit zur Sicherung der Internetüberwachung kann eine auf dem zu überwachenden Computern installierte Software bieten, welche die Verwendung von Friend-to-friend-Netzwerken entdecken, melden und blockieren kann. Die Open Net Initiative berichtete, dass beispielsweise in China mit „Green Dam“ eine Zensur-Software geplant sei, die direkt auf dem Rechner installiert werden müsse.

### Offshore-Anonymisierungsdienste
Auf sogenannten „Offshore-Servern“, die beispielsweise in den Bahamas, Belize, Malaysia oder Panama stehen, können Internetangebote aufgestellt werden, die anonyme Kommunikation ermöglichen.

### Spezielle Usenet-Anbieter
Eine weitere Möglichkeit zum „anonymen“ Veröffentlichen, Herunterladen oder Tauschen von Daten im Internet bieten sogenannte Usenet-Anbieter. Der Zugang zu den Daten wird über die Usenet-Server des Anbieters bereitgestellt, der die „Newsgruppen“ anbietet. Für den Anbieter ist die Identität seiner Nutzer durch Zahlungsinformationen und IP-Adresse bekannt. Wenn nun einer ihrer Kunden Daten im Usenet veröffentlichen möchte, wird dies bei manchen Anbietern unter Angabe der E-Mail-Adresse des Anbieters statt des Kunden gemacht, sodass der Kunde anonym bleibt. Der Abruf von Informationen ist genauso anonym wie das Abrufen einer Webseite, da nur der jeweilige Anbieter davon etwas mitbekommt. Derjenige, der die Daten im Usenet veröffentlicht hat, erfährt nicht, wer auf seine Daten zugreift. Der Anbieter ist damit ein Proxy, dem genau wie bei einem Webproxy vertraut werden muss.

### Anonyme SIM-Karte
Manche Telekommunikationsanbieter bieten SIM-Karten an, für die keine Identitätsprüfung erforderlich ist oder bei der falsche Angaben nicht überprüft werden. Über diese ist dann auch eine anonyme mobile Internetnutzung möglich. Das Einwahlgerät bekommt für die Internetsitzung eine IP-Adresse vom Mobilfunkbetreiber zugeteilt, über die das Gerät zurückverfolgt werden kann. Der Mobilfunkbetreiber muss schon allein aus technischen Gründen die verwendete Mobilfunkzelle von jedem im Mobilfunknetz eingebuchten Gerät wissen und kann somit die Position des Einwahlgeräts eingrenzen und protokollieren. Es kann aber auch eine genaue Ortung des Geräts durchgeführt werden, die abhängig von verwendetem Messverfahren und Umgebung bis zu wenigen Metern genau sein kann (siehe GSM-Ortung). Außerdem ist zu beachten, dass durch den Austausch der SIM-Karte die Seriennummer IMEI des Einwahlgeräts nicht geändert wird. Diese ist in der Regel eindeutig und wird bei der Einwahl ins Mobilfunknetz übertragen. Sofern die benötigten Daten vorliegen, hat der Mobilfunkbetreiber die Möglichkeit, alle SIM-Karten, die vom selben Einwahlgerät verwendet wurden, zu ermitteln. Aus den Daten, die mit den SIM-Karten verknüpft sind, kann dann unter Umständen auf die Identität des Nutzers geschlossen werden.
Seit Juli 2017 gilt in Deutschland beim Kauf einer SIM-Karte eine Ausweispflicht.

### Internetcafé und WLAN-Zugangspunkte
Auch die Nutzung eines Internetcafés oder offener bzw. mangelhaft gesicherter WLAN-Zugangspunkte bietet die Möglichkeit eines anonymen Internetzugangs, sofern keine Identitätsprüfung durch System oder Betreiber vorgenommen wird. Die IP-Adresse eines Internetcafés oder eines Zugangspunkts lässt sich allerdings genauso zu einem Anschlussinhaber auflösen wie jede andere IP-Adresse auch. Sollte der Nutzer persönliche Daten unverschlüsselt übertragen, können sie gespeichert und später zur Deanonymisierung verwendet werden. Im Internetcafé ist auch die Übertragung von verschlüsselten Daten nicht sicher, da der Betreiber durch z. B. installierte Überwachungssoftware den Bildschirm sowie alle Aktivitäten am Computer sehen und aufzeichnen kann. In WLANs ist es möglich, für den Betreiber sowie Angreifer in Reichweite oder im Netzwerk unverschlüsselten Datenverkehr zwischen dem Zugangspunkt und Gerät aufzuzeichnen und zu manipulieren. Auch kann jeder aktive WLAN-Nutzer in Reichweite geortet werden. Nach der letzten Entscheidung des Amtsgerichts Wuppertal begeht derjenige, der unberechtigt ein offenes, fremdes WLAN nutzt, unter keinem rechtlichen Gesichtspunkt eine Straftat.

## Techniken zur Identifizierung von Nutzern im Web
Neben der Verwendung der IP-Adresse gibt es noch weitere Möglichkeiten, um Surfer im World Wide Web zu verfolgen und damit auch Daten über sie zu speichern.

### Abhören
Internet-Anbieter, Proxybetreiber, Firmen- oder Universitätsnetzwerkbetreiber sowie Tor-Exit-Knoten können den unverschlüsselten Datenverkehr abhören. Aus diesen Daten kann unter Umständen auf die Identität des Benutzers geschlossen werden. Vermeiden kann ein Internetbenutzer dies, indem er einen vertrauenswürdigen Anbieter wählt oder auch Verschlüsselung verwendet.

### Tracking-Cookies
Tracking-Cookies sind ein verbreitetes Mittel, den Besucher einer Webseite zu „markieren“, um ihn später wiedererkennen zu können. Normale Cookies werden zum Beispiel bei praktisch allen Internetangeboten verwendet, bei denen der Besucher sich mit Benutzernamen und Passwort anmelden muss, um einen Nutzer für eine Sitzung identifizieren zu können. Auch Warenkörbe in Online-Shops werden meist mit Cookies realisiert. Tracking-Cookies werden allerdings auch dazu genutzt, das Surfverhalten eines Benutzers über einen längeren Zeitraum auch ohne explizite Anmeldung durch den Benutzer und über mehrere Webangebote hinweg zu beobachten. Mit Lightbeam kann diese Nachverfolgung grafisch dargestellt werden. Umstrittene Programme wie Ghostery zeigen diese Tracker an und blockieren diese auf Wunsch.
Technisch gesehen sind Cookies kleine Textblöcke, die der Server an den Browser sendet und später wieder zurückbekommt und benutzen kann. Beim ersten Besuch bekommt der Benutzer ein Cookie mit einer eindeutigen Kennnummer, und bei jedem weiteren Seitenaufruf kann der Server den Besucher daran wiedererkennen. Cookies werden entweder dauerhaft oder für einen festgelegten Zeitraum gespeichert. Sie bestehen auf dem Server meist aus der IP-Adresse des Benutzers und einer Zeitangabe, während beim Benutzer die Server-Adresse vom Browser gespeichert wird. Die Cookies können keine ausführbaren Befehle enthalten und stellen deshalb zunächst kein Sicherheitsrisiko dar.
Betreiber verschiedener Webseiten können zusammenarbeiten, um einen Besucher auch über verschiedene Seiten hinweg zu verfolgen. Meldet sich ein Benutzer bei einer Webseite B an und ruft danach eine Webseite A auf, in welche eine Webadresse (URL) der Webseite B eingebettet ist, so kann Webseite B auf die Cookies, welche die Anmeldedaten enthalten, zugreifen und sie dann an Webseite A übermitteln. Eine solche Einbettung einer Webadresse könnte beispielsweise ein Werbebanner oder eine Counter-Grafik sein. Ob die Seite B bei einer Einbettung von einer anderen Website auf die Cookies des Browsers zugreifen kann, ist allerdings abhängig von der Browser-Konfiguration.
Auch durch eine gezielt gesetzte Ausnahme für die Same-Origin-Policy kann eine Webseite A Informationen einer Webseite B abfragen.
Die am 25. November 2009 erlassene Richtlinie 2009/136/EG, welche auch Cookie-Richtlinie genannt wird, regelt den Einsatz und die Speicherung von Cookies in Ergänzung zur Richtlinie 2002/58/EG – E-Privacy. Sie wurde aber von vielen Staaten Europas noch nicht umgesetzt oder die Behörden verfolgen Verstöße bewusst nicht.

### Virtueller Fingerabdruck (Profil)

#### DNS-Profil
Alle Aufrufe von Webseiten mittels eines Domainnamens haben eine DNS-Anfrage zur Folge, die die IP-Adresse des angefragten Servers ermittelt. Indem die IP-Adresse des anfragenden Clients mit den DNS-Anfragen kombiniert wird, kann der DNS-Server Profile über die aufgerufenen Webseiten erstellen. Die Profile bleiben allerdings nur grob, da der DNS-Server nicht den Pfad der Webadresse erhält, und aufgrund von DNS-Caching verursacht auch nicht jeder neue Aufruf derselben Domain eine DNS-Anfrage.
Der DNS-Server kann aber auch Webseiten zensieren, indem er bestimmte Domains nicht in IP-Adressen auflöst; diese sind dann nicht erreichbar. Anonyme, unzensierte DNS-Namensauflösung ist eine wichtige Voraussetzung für eine effektive Anonymisierung und gegen die Zensur. Anonyme Namensauflösung heißt, einen anonymen, unzensierten DNS-Server zu benutzen, um die gewünschte Webadresse zu erreichen. Sofern der Client keinen vorkonfigurierten DNS-Server verwendet, wird dieser meistens automatisch über DHCP zugeteilt.

#### Browser-Profil
Zahlreiche sogenannte HTTP-Header geben Aufschluss über den benutzten Browsertyp, das Betriebssystem (User Agent), die zuvor besuchte Webseite (Referrer) und die beim Verlassen der Seite aufgerufene nächste Webseite. Der Server braucht nur noch die im Aufruf enthaltenen Daten auszuwerten.
Umfangreiche (heimlich mitgeladene) Skripte programmieren Browser, zur Identifizierung Daten zu versenden. In der Regel JavaScript-Code fragte schon vor der IndexedDB-Schnittstelle 2009 möglichst viele Informationen vom Browser ab und schickte diese an Server. Bereits davor konnten z. B. über die verwendete Bildschirmauflösung, Farbtiefe, installierte Plugins usw. Nutzer herausgefunden und verfolgt werden.
Die EFF sammelt seit 2010 mit der Anwendung Panopticlick anonymisierte Daten, um einzuschätzen, wie leicht der Surfer in der Menge erkannt werden kann. Cookies, die verfallen oder ausgeschaltet sein können, oder IP-Adressen, die wechseln können, benötigt der Dienst dazu nicht. Er wertet die HTTP-Anfrage-Header aus, welche aus Browserkennung und akzeptierten MIME-Typen bestehen, sowie, mittels JavaScript, Informationen über installierte Plug-ins, Schriftarten, die Bildschirmgröße und die Zeitzone. Daneben fließen auch noch Daten über Standard- und „Supercookies“ (Flash-Cookies, Web Storage, IE-userData) in das Ranking ein. Dies ermöglicht in vielen Fällen die Erstellung eines eindeutigen virtuellen Fingerabdrucks. Der Informationsgehalt dieses Fingerabdrucks kann durch verschiedene Maßnahmen zwar verringert werden, allerdings sind diese Maßnahmen meist nicht ideal, da sie den Komfort einschränken, wie beispielsweise das Ausschalten von JavaScript.
Cookies sofort (oder wenigstens regelmäßig) löschen ist eine Empfehlung seit dem letzten Jahrtausend. Werden Standard- und „Supercookies“ kombiniert, so spricht man von sogenannten „Evercookies“, die eine Profilbildung ermöglichen und sich nur schwer für den Benutzer entfernen lassen.
Daher fordern beispielsweise Nutzer des Mozilla Firefox, sowohl den HTTP-Fingerabdruck als auch den JavaScript-Fingerabdruck zu verringern.

### Kompromittierung des Systems
Der Nutzer kann deanonymisiert werden, falls Unbefugte Zugriff auf sein System bzw. fremde Systeme, die seine Daten besitzen, erlangen können. Dies kann beispielsweise durch eingeschleuste Schadprogramme bzw. durch Nutzung von Sicherheitslücken und Hintertüren im System erfolgen. Diese können dann zum Aufzeichnen und Übertragen von allen Nutzeraktivitäten und Daten aus allen verfügbaren Quellen verwendet werden. Diese Quellen können unter anderem alle zugänglichen Datenträger, Webcams und Mikrophone umfassen. Behörden haben die Möglichkeit, Systeme von Verdächtigen zu kompromittieren, um diese im Rahmen einer Online-Durchsuchung zu überwachen. Maßnahmen gegen Kompromittierung werden dem Bereich der Informationssicherheit zugeordnet.

## Auswirkungen der anonymisierten Internetnutzung

### Vorteile der Offenlegung personenbezogener Daten
Anonymität im Netz ist ein politisch kontroverses Thema, da sie sowohl Vorteile als auch Nachteile mit sich bringt. Es existieren eine Reihe von Anwendungsfällen, in denen sich die Offenlegung personenbezogener Daten positiv auf die Internetnutzung auswirkt.
Hier wären unter anderem folgende zu nennen:
- Durch personalisierte Werbung ließe sich die Menge der Werbeeinblendungen mit keinem oder geringem Bezug zum Internetnutzer reduzieren. Die gesamte Menge Werbung kann gleich bleiben. Die Auswahl von Werbebotschaften basiert dann auf der Auswertung des Kundenprofils.
- Durch die Übermittlung des Standortes eines Anwenders (Geotargeting) können z. B. regionale Dienste angeboten oder Wegbeschreibungen gegeben werden.
- Durch die Freigabe personenbezogener Daten kann sich als Nebeneffekt die Zurechenbarkeit von Aktionen im Web erhöhen. Zwischen Geschäftspartnern könnte sich so das Vertrauen erhöhen, und die Abwicklung von Kaufverträgen erleichtern.
- Onlineversandhandel benötigt Name und Anschrift, wenn nicht „postlagernd“ oder an eine DHL-Paketstation gesendet wird.
- Urheber können ihr Urheberrecht nicht durchsetzen, falls der Urheberrechtsverletzer anonym ist. Auch Datenschutzverletzungen können bei anonymen Tätern nicht aufgeklärt werden.
- Strafverfolgungsbehörden haben Schwierigkeiten mit der Aufklärung, wenn bei Straftaten im Internet Anonymisierungsdienste genutzt werden. Daher wird von dieser Seite eine Einschränkung oder auch ein Verbot gefordert. Gegner dieser Forderung, wie z. B. Sicherheitsexperte Bruce Schneier, argumentieren, dass aufgrund der Funktionsweise des Internets technikversierte Kriminelle immer einen Weg finden werden, anonym zu bleiben. Es ist nie eindeutig feststellbar, welche Person für ein bestimmtes Datenpaket verantwortlich ist, da z. B. andere Rechner als Proxy-Server verwendet bzw. missbraucht werden können.[19]

### Vorteile der anonymisierten Internetnutzung
Ein bedeutender Vorteil anonymisierter Internetnutzung ist die Gewährleistung von Meinungsfreiheit, siehe dazu auch den Artikel Zensur im Internet. Noch nie konnten Menschen so frei ihre Meinung äußern. Anonym im Internet muss keine Rücksicht auf Nachbarn, Kollegen, Arbeitgeber, Vermieter, den „Dorfpfarrer“ und sonstige Autoritäten etc. genommen werden.
Andererseits können Persönlichkeitsprofile intime Daten über den Internetnutzer enthalten, die vielfältige Möglichkeiten zum Missbrauch bieten. Informationen wie beispielsweise soziale Kontakte, politische Einstellung, persönliches Weltbild, Informationen über finanzielle Probleme oder gar Angaben über gesundheitliche Probleme möchte der Anwender möglichst vertraulich halten.
Doch seine Recherchen im Internet können ihn enthüllen. Ohne die möglichen Anonymitätsmaßnahmen, wie z. B. wechselnde IP-Adressen oder Blockade von oder Akzeptanz nur schnell verfallender Cookies, können diese Daten einfach über jeden Nutzer gesammelt werden.
Vor allem im E-Commerce gibt es Geschäftsbereiche, in denen der Nutzer von seiner Anonymität im Internet profitiert. Im Gegensatz zum Einzelhandel erfolgt die Interaktion im Internet nicht mit einem realen Menschen, sondern mit einem Warensystem. Der Anwender ist somit nicht gezwungen, einen anderen Menschen Einblick in seinen privaten Bereich zu geben, sondern interagiert mit einem elektronischen System. Dieser Faktor wirkt sich zum Beispiel auf folgende Geschäftsbereiche positiv aus:
- Vertrieb von Erotikartikeln und Internetpornographie
- Vertrieb von Medikamenten und Verschreibungen über das Internet
- Beratungsportale bei persönlichen Problemen (z. B. Essstörungen)
- Beratungsportale bei medizinischen Problemen

Ein bedeutender Vorteil anonymisierter Internetnutzung ist das Umgehen von Inhaltssperren und die Gewährleistung von Meinungsfreiheit, siehe dazu auch den Artikel Zensur im Internet.

## Rechtspolitik
In Deutschland lehnte 2019 die damalige zuständige Ministerin Christine Lambrecht eine Einführung der Klarnamenszwangs ab. Allerdings verlangte eine Bundesratsinitiative der Niedersächsischen Landesregierung, die auf Boris Pistorius (SPD) zurückgeht, Anfang 2020 einen Klarnamenszwang durch Registrierungspflicht bei der genutzten Internetplattform.